# La Muntanya Sainte-Victoire vista des de Bellevue
La Muntanya Sainte-Victoire vista des de Bellevue és una pintura postimpressionista feta als voltants del 1895 per l'artista francès Paul Cézanne. Actualment, es troba a la Fundació Barnes de Pensilvània (Estats Units).
Pertany al gènere del paisatge, i retrata la Muntanya Sainte-Victoire de la Provença, al sud de França, d'on és l'autor. Es tracta d'una obra que forma part de la sèrie de Cézanne Muntanya Sainte-Victoire, feta entre el 1880 i el 1895 aproximadament.

### L'autor: Paul Cézanne.
Paul Cézanne va néixer a Aix-en-Provence l’any 1839, i malgrat les objeccions del seu pare, va aconseguir finalment dedicar-se a la pintura.
L’autor de l’obra va desenvolupar una relació molt especial amb el paisatge de la seva terra, concretament amb aquesta muntanya, la qual va arribar a pintar més de setanta vegades al llarg de la seva vida.

El seu estil en inicis de la seva carrera es caracteritza per ser lleuger i airós, propi de l'Impressionisme, però a poc a poc, Cézanne anirà canviant el seu traç i fent-lo més lliure: estructurant les escenes en formes simples i plans cromàtics. Culminarà en un estil postimpressionista molt essencialista i geomètric que influirà posteriorment en moviments artístics d'avantguarda com el Cubisme.
"Cézanne és el pare de tots nosaltres" - Henri Matisse

### El Postimpressionisme
El Postimpressionisme és un conjunt d'estils pictòrics de finals del segle XIX i principis del segle XX que sorgiren després de l'Impressionisme.
Els autors d’aquesta tendència buscaven plasmar una espontaneïtat de la realitat, mostrant l’emoció i la sensació que els donava el que es representava abans que retratar el concepte en si. Per ells, el més important era comunicar els pensaments subconscients de l’artista alhora que les seves emocions i sentiments.

L'estil postimpressionista es distingeix per a la seva pinzellada gruixuda, lliure i espontània, que pretén afegir textura a l’obra; i els colors utilitzats no necessàriament corresponen amb l’escena representada, sinó que són escollits amb la finalitat d’expressar les emocions del pintor.
"Son impressionistes no perquè reprodueixin el paisatge, sinó peruqè reprodueixen la sensació que causa el paisate" - J. A. Castagnary, 1847
L'obra de Cézanne, La Muntanya de Sainte-Victoire vista des de Bellevue, juntament amb la resta de pintures de la sèrie, es tracten d'un producte fruit de l’estil postimpressionista que engloba un fort esperit paisatgista juntament amb una representació de les emocions de l’artista sobre el tema.

## Context de la pintura
Aquest quadre es va pintar entre el 1890 i el 1895, i el motiu pel qual no sabem l'any exacte de la seva creació, és perquè aquesta obra forma part d'una sèrie de pintures creades durant un llarg període d'anys, i moltes d'elles no estan datades. Això fa que les haguem de situar en un context que ordenem segons l'evolució del mateix estil de l'artista.
L'obra de Cézanne està altament vinculada amb la seva terra natal, la Provença, un tema que serà protagonista de moltes de les seves pintures, i que el situarà a la història de l'art entre els pocs pintors que han aconseguit mostrar la relació entre l'artista i el paisatge. Tot i que va passar vuit anys de la seva vida vivint a París, mai s'hi va sentir a gust, i sempre acabava recorrent al paisatge familiar de la Provença.Aquesta muntanya la veia des de casa seva, i per aquest motiu es va sentir tant atret per a pintar-la.

#### Muntanya Sainte-Victoire

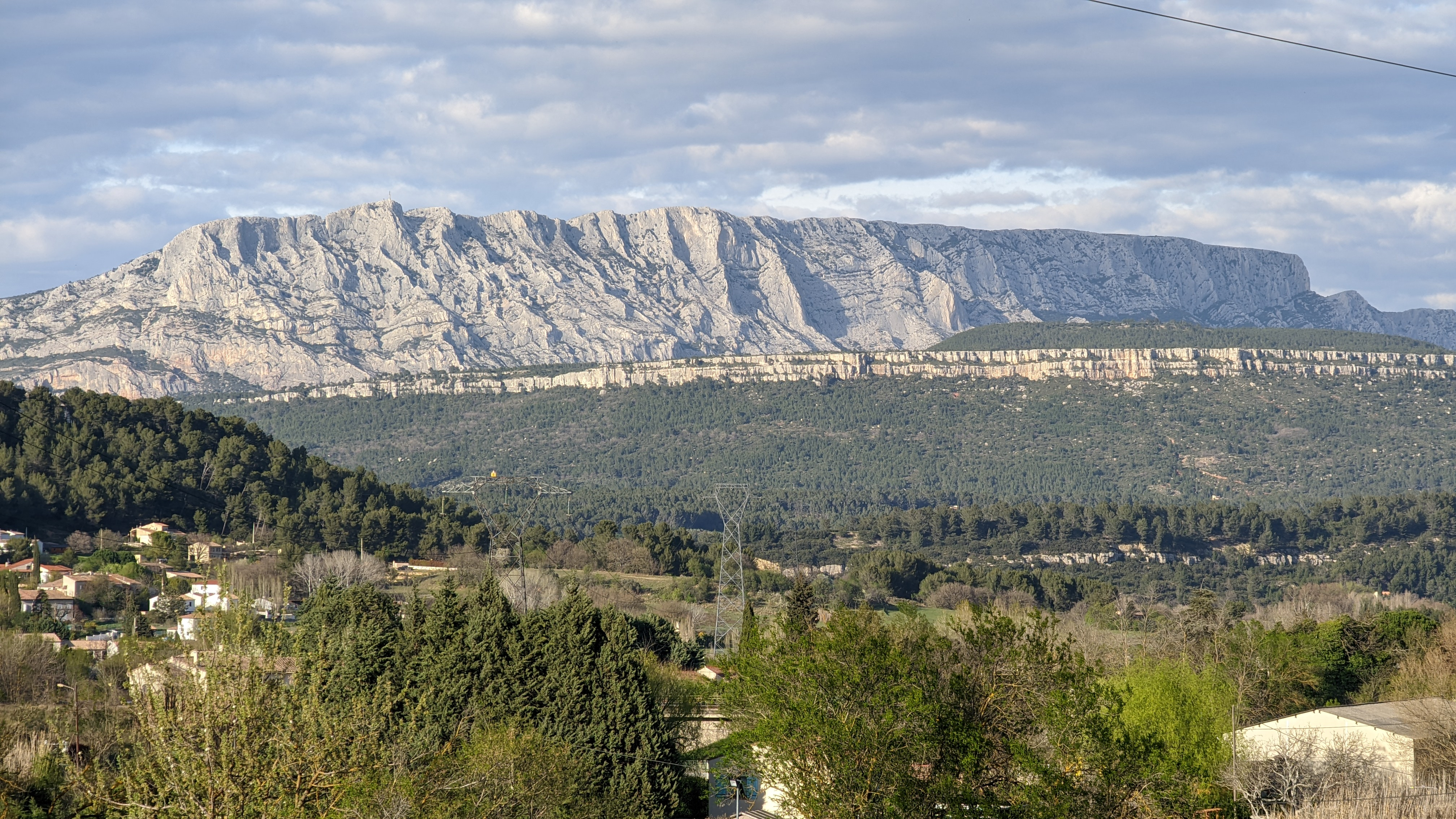
Muntanya Sainte-Victoire vista des de Gardanne

La muntanya en si se situa a la Provença-Aups-Còsta d'Azur, i es tracta d'una serralada de pedra calcària que fa uns 18 km de llargada en total. Un dels pics coté un monument: la Creu de Provença, una creu construïda el 1875 i situada a una alçada de 19 metres.
Té una elevació de 1.011 metres, i actualment es tracta d'un lloc ideal on passejar, escalar i fer altres activitats pels locals i els turistes.

## Anàlisi de la pintura

### Descripció i composició
En primer pla, veiem una vegetació de color verd fosc i groc ataronjat amb algunes cases ocres i camps de cereals a l'esquerra de les cases. Al fons, veiem cases al peu de la muntanya així com el viaducte de la vall d'Arc a la dreta del quadre. I finalment al fons, veiem la muntanya de Sainte-Victoire amb tocs de verdor, vermell i ocre així com el cel blau cobert d'alguns núvols als vessants de la muntanya.

Els elements estàn distribuits de manera que el pes de la imatge recau de forma igualitaria a tot el quadre; la única zona que queda descoberta és el cel, i tot i això, es representa amb textura, per no provocar un contrast massa diferenciat amb la resta de l'escena. 
"Pintar una imatge significa fer una composició... la qualificació més adequada per a una bona concepció artística és la grandesa de caràcter" - Paul Cézanne
Per Cézanne, la geometria era la base del paisatge, i això ho podem veure reflectit en l'obra. La muntanya esdevé un gran con - que podrem veure com evoluciona al llarg dels anys per a transformar-se en una forma encara més elemental, en les seves obres posteriors. Els arbres, com esferes, no estàn definits en la seva totalitat, és a dir, l'artista opta per a una representació basada en volums, en comptes de fullatge individual. I els edificis són cubs col·locats de diferents formes, que ens transmet la idea d'un poble. 
"La natura hauria de er tractada com a cilindres, esferes i cons."

### Símbols i al·legories
Tot i que la pintura se situa dins l'estil del Postimpressionisme, i el Simbolisme no arribarà fins anys més tard, podríem arribar a interpretar l'obra amb un cert significat espiritual i religiós.

La muntanya és un element utilitzat al llarg de la història com a manifestació del sagrat [hierofania] i el diví [teofania]; una connexió entre la terra i el cel.
“Sobre su cima, frecuentemente oculta tras una densa capa de nubes, se consuman los esponsales sagrados entre el cielo y la tierra. En sus laderas se encuentran las puertas del Reino de los Muertos, símbolo del retorno al principio. En casi todas las teogonías, la montaña coincide con la máxima concentración de divinidades.”

   - Matilde Battistini, Símbolos y alegorías, 2002

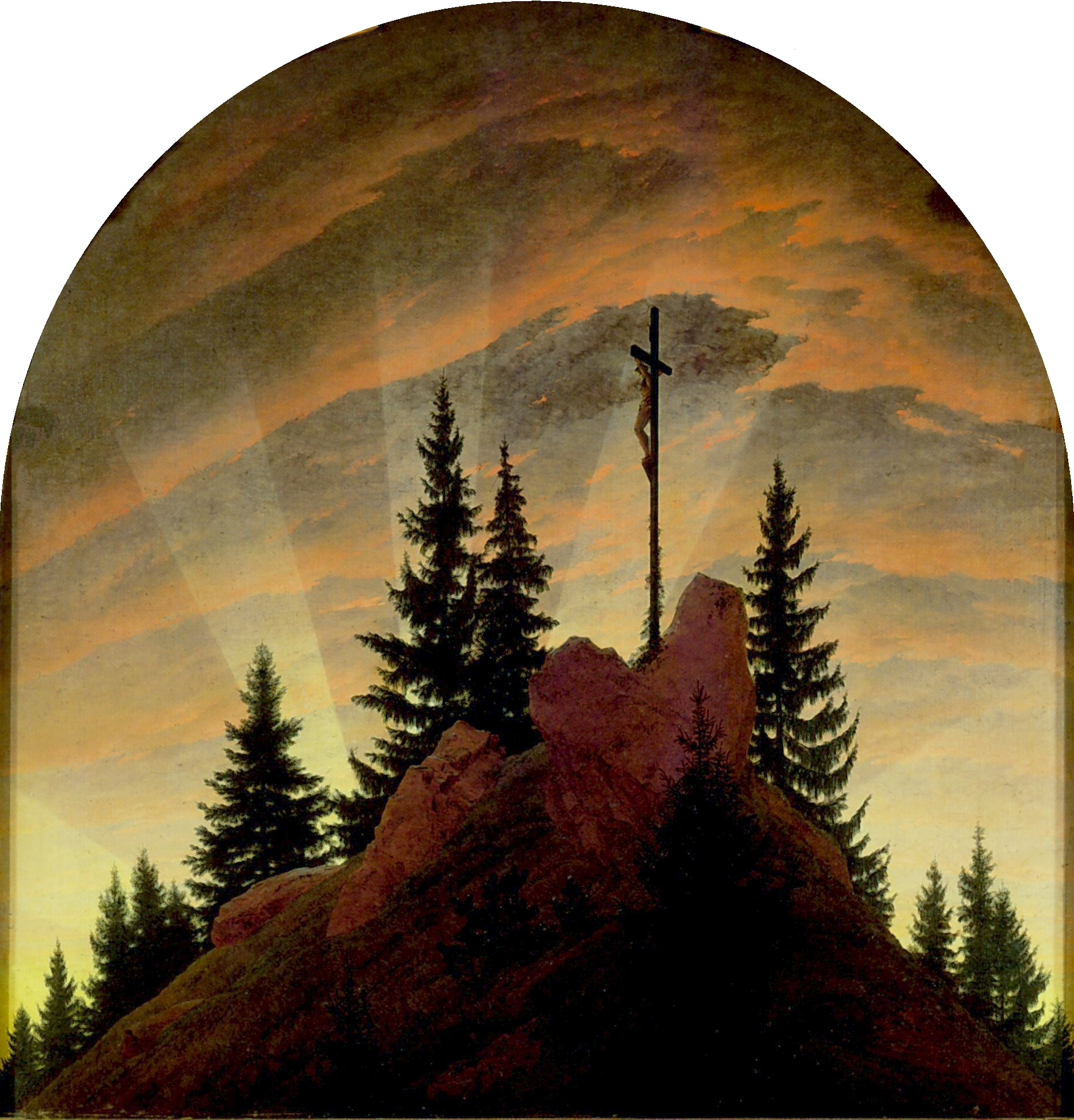
Altar de Tetschen (o Creu a la muntanya) de Caspar David Friedrich, 1808 [pintura sense el marc que l'acompanya

A més, també pot ser interpretada com el símbol de la Trinitat, com utilitza anys enrere el pintor del Romanticisme Caspar David Friedrich, en la seva pintura Altar de Tetschen.
Ara bé, no podem saber del tot segur si aquest va ser el significat real de l'obra, o simplement Cézanne va voler representar una localitat amb un fort significat personal.

### Tècnica i estil
Cézanne utilitza un estil molt propi del Postimpressionisme per a crear aquesta obra: un traç generalment lliure, una paleta de colors coherent, i una composició basada en les formes.
El procés creatiu de Cézanne depenia totalment de la manipulació del color, fins i tot es diu que ell creia que «la línia no existeix, el modelatge [clarobscur] no existeix, només existeixen els contrasts. Aquests contrasts no els creen el blanc i el negre, sinó la sensació de color». És a dir, són els contrasts de color els que permeten a l'espectador percebre la naturalesa de forma immediata; sobre la base d'aquesta relació entre els tons, és on Cézanne estableix de manera automàtica tot l'ordre pictòric de formes i clarobscur.
Cézanne aconsegueix al llarg de la seva carrera un gran control del color, el qual li permet cenyir-se a la realitat o prendre decisions radicals envers aquesta, cosa que deixa igualment que l'espectador entengui el contingut i el significat de la pintura. Veiem con en l'obra, la representació dels valors pictòrics, els colors i la llum, estan completament connectats i interactuen entre si.

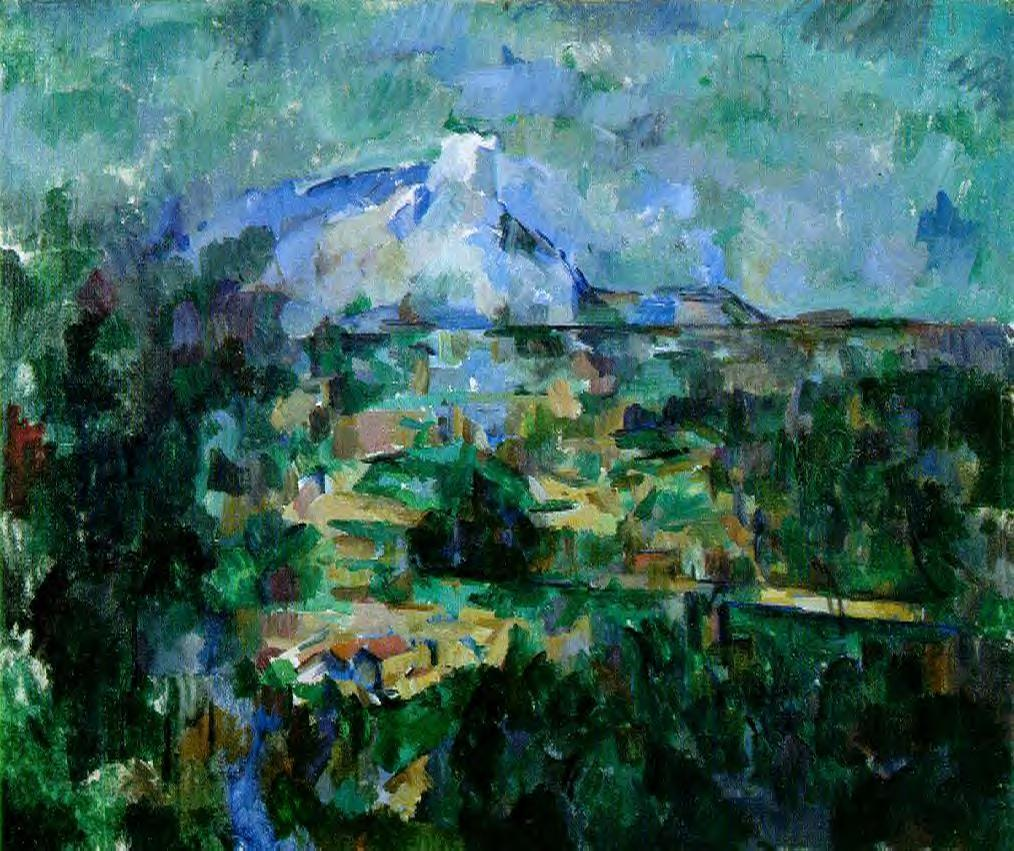
La Muntanya Sainte-Victoire vista des de Les Lauves (1904 - 1906)

Aquesta pintura és de les més inicials de la sèrie, i podem veure un gran canvi amb les obres més tardanes, com Muntanya Sainte-Victoire vista des de Les Lauves (1904 - 1906); on l'artista opta per una paleta de tonalitats verdes, i a penes es distingeixen els elements de la pintura. Si no fos perquè es tracta d'una part de la sèrie, probablement ens costaria més saber de què es tracta.
Així docs, si comparem la muntanya vista des de Bellevue amb la muntanya vista des de les Lauves, veurem com la primera es tracta d'una obra molt nítida, definida i potser no tan expressiva, mentre que la més tardana ens mostra com l'artista es deixa anar, i troba un estil molt més lliure.
La intensitat dels colors de la part més allunyada de l'obra no disminueix, i tampoc s'observen variacions importants en la il·luminació. Tota la zona del poble del primer pla i la muntanya del segon queden totalment unificats gràcies a la repetició dels tons ocres i taronges càlids que contrasten amb els verds i blaus més freds. Així doncs, veiem com la pintura està tota al mateix nivell, i no destaca cap element concret pels seus colors [deixant de banda la muntanya en si, la qual, a part de ser protagonista del quadre, és d'unes dimensions molt més elevades].
En aquest punt de la seva carrera, Cézanne encara utilitza un traç força nítid i calculat. Comparem, de nou, l'obra amb la muntanya vista des de Les Lauves, i veiem com la més posterior té una pinzellada completament lliure, mentre que l'anterior es basa en una línia molt més definida.
Tot i això, es tracta d'una pintura molt expressiva, que ens mostra el sentiment de l'artista cap al paisatge que està pintant, i la importància d'aquest per ell. Tan el traç, com la llum, com els colors, o la composició general de l'obra, ens ensenyen el nivell representatiu de Cézanne envers el paisatge, i com el sap transmetre a través de la seva mirada postimpressionista.

## La sèrie.Mont Sainte-Victoire
La muntanya Sainte-Victoire va ser un dels temes més estimats i tractats pel pintor. A la seva infància ja se sentia atret per aquesta localitat; li agradaven les llegendes populars dels boscos del voltant; anar de caça amb Émile Zola, o banyar-se als rius. Durant els últims quinze anys de la seva vida, Cézanne va aprofundir el seu amor per la muntanya i li va dedicar més de seixanta pintures i dibuixos, que recorden al treball de Hokusai a la seva cèlebre sèrie de gravats de Trenta-sis vistes del mont Fuji.
La sèrie a la qual correspon la pintura de Cézanne, va ser pintada entre el 1880 i el 1906, i conté un total d'unes setze obres aproximadament. El total de les obres que formen part d'aquesta sèrie ha estat un tema altament debatut, ja que l'alt nombre de pintures que hi ha sobre la muntanya no ens permet saber en exactitud quines obres pertanyen dins la sèrie i quines no.
En tot cas, els quadres d'aquesta sèrie mostren la muntanya Sainte-Victoire vista des de diversos punts de vista, i per això es titula Mont Sainte-Victoire. La gran importància d'aquestes obres en la trajectòria de Cézanne ens permet veure una clara evolució entre les pintures inicials de la sèrie i les finals, i ens ajuda a entendre el sentit de les seves investigacions sobre el color i la simplificació formal que el situarà al marge de l'art abstracte.

## Galeria

### Sèrie,La Muntanya Sainte-Victoire
Exemples d'obres que constitueixen la sèrie de Paul Cézanne:

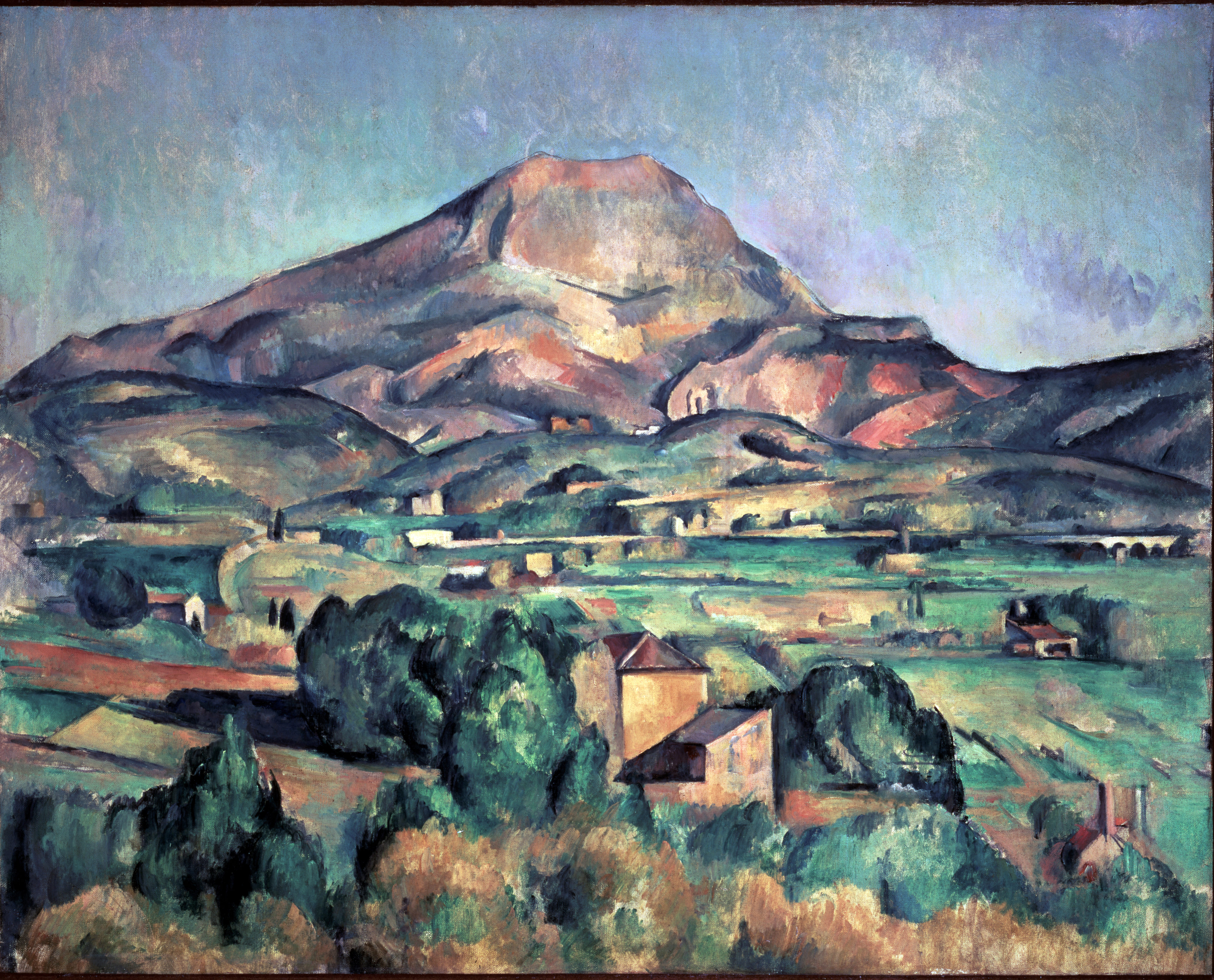
La Muntanya Sainte-Victoire vista des de Bellevue (1890 - 1895)
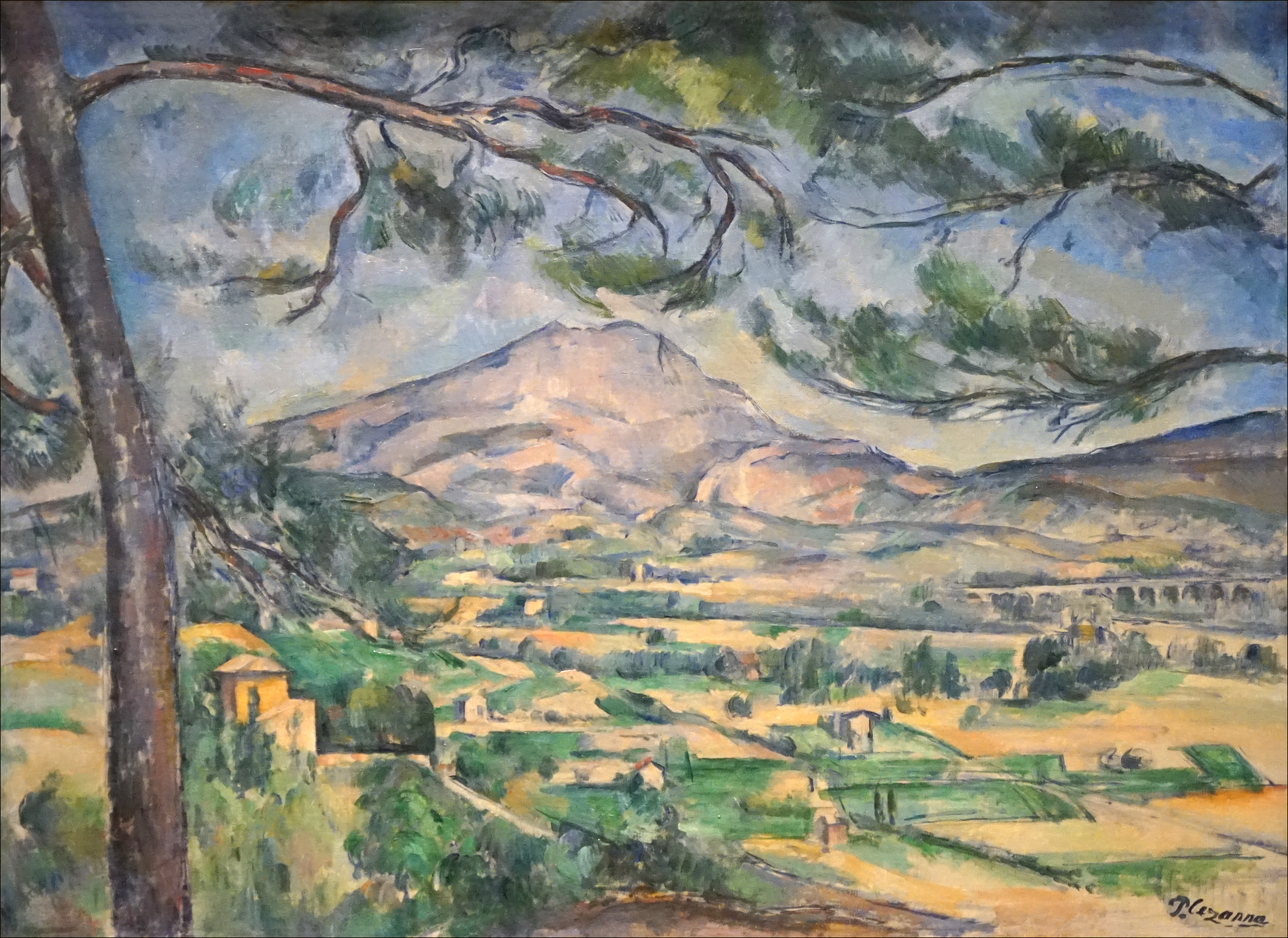
La Muntanya Sainte-Victoire amb un gran pi (1887)
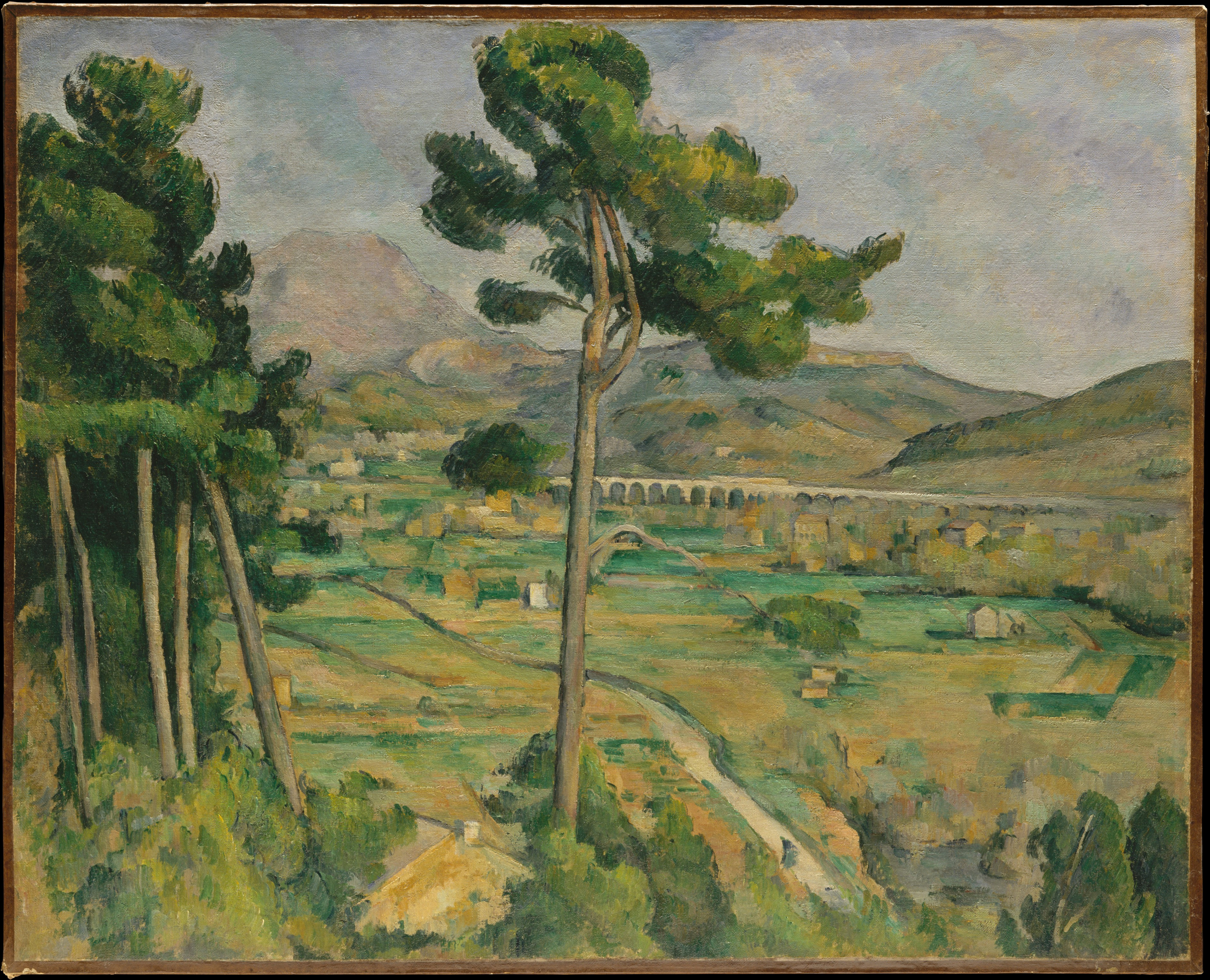
La Muntanya Sainte-Victoire i el viaducte de la vall de l'Arc River (1882 - 1885)
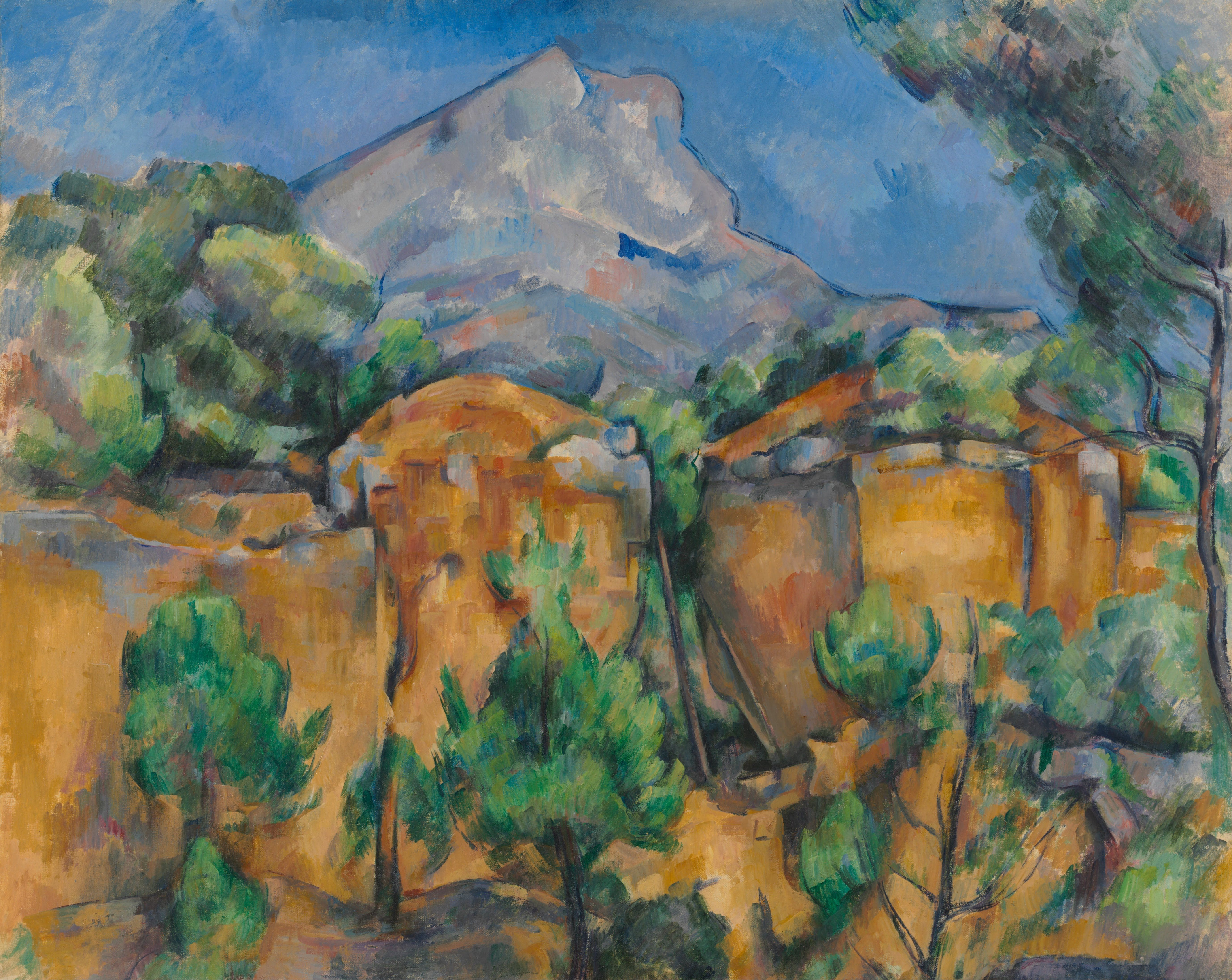
La Muntanya Sainte-Victoire vita des de Bibémus (1880)

### Obra de Paul Cézanne
Exemples d'altres obres de Paul Cézanne:

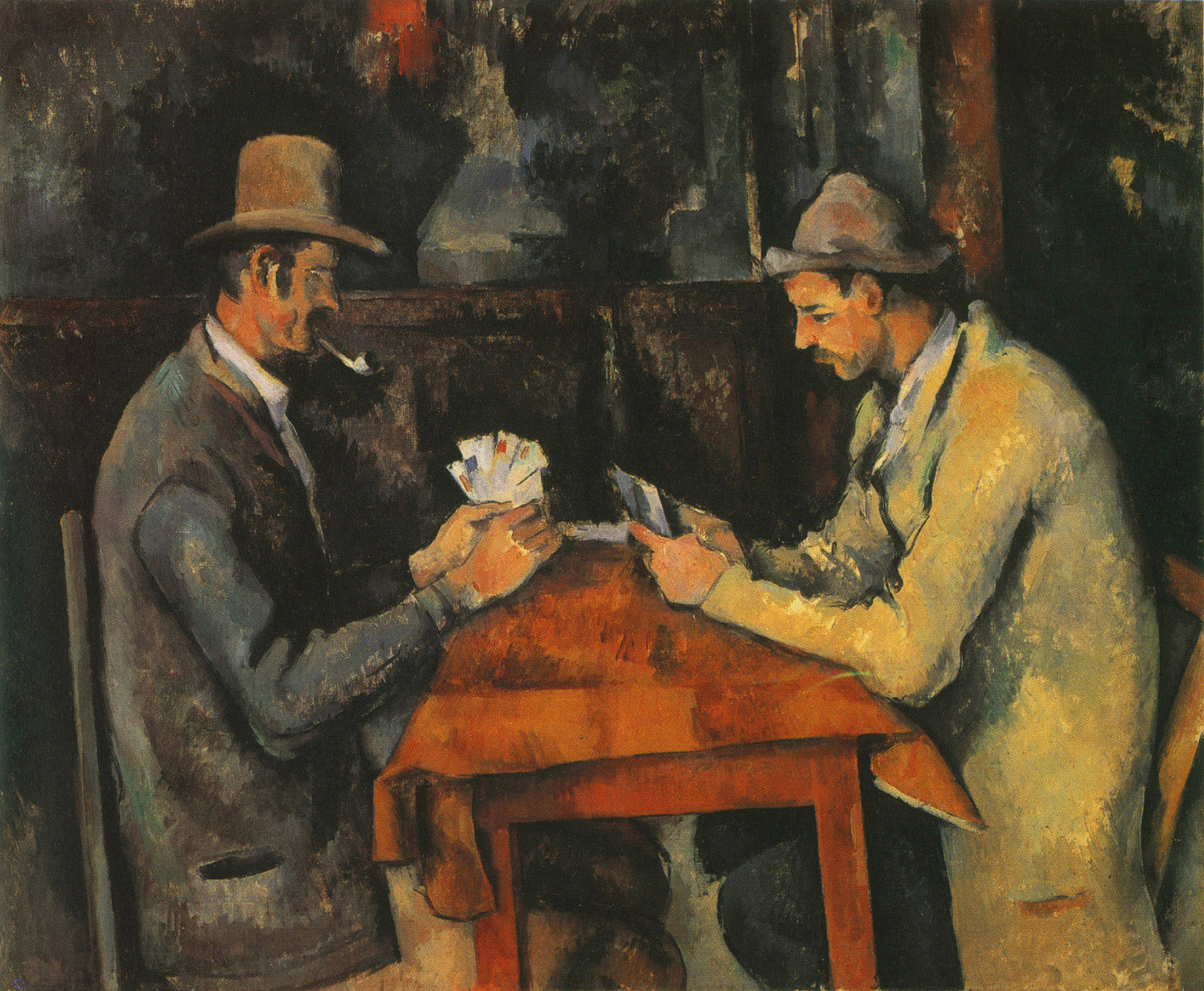
Els jugadors de cartes (1892 - 1895)
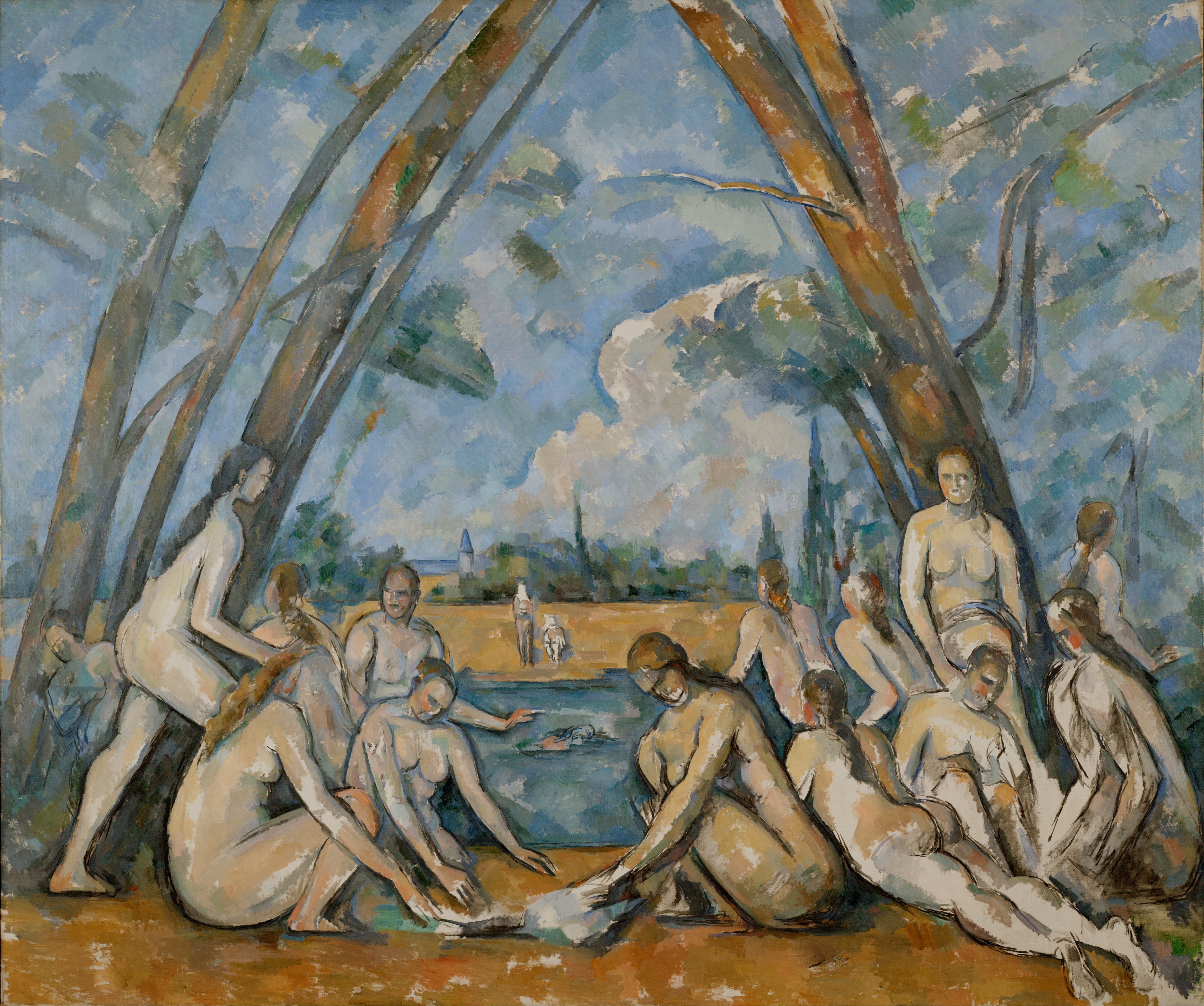
The large bathers
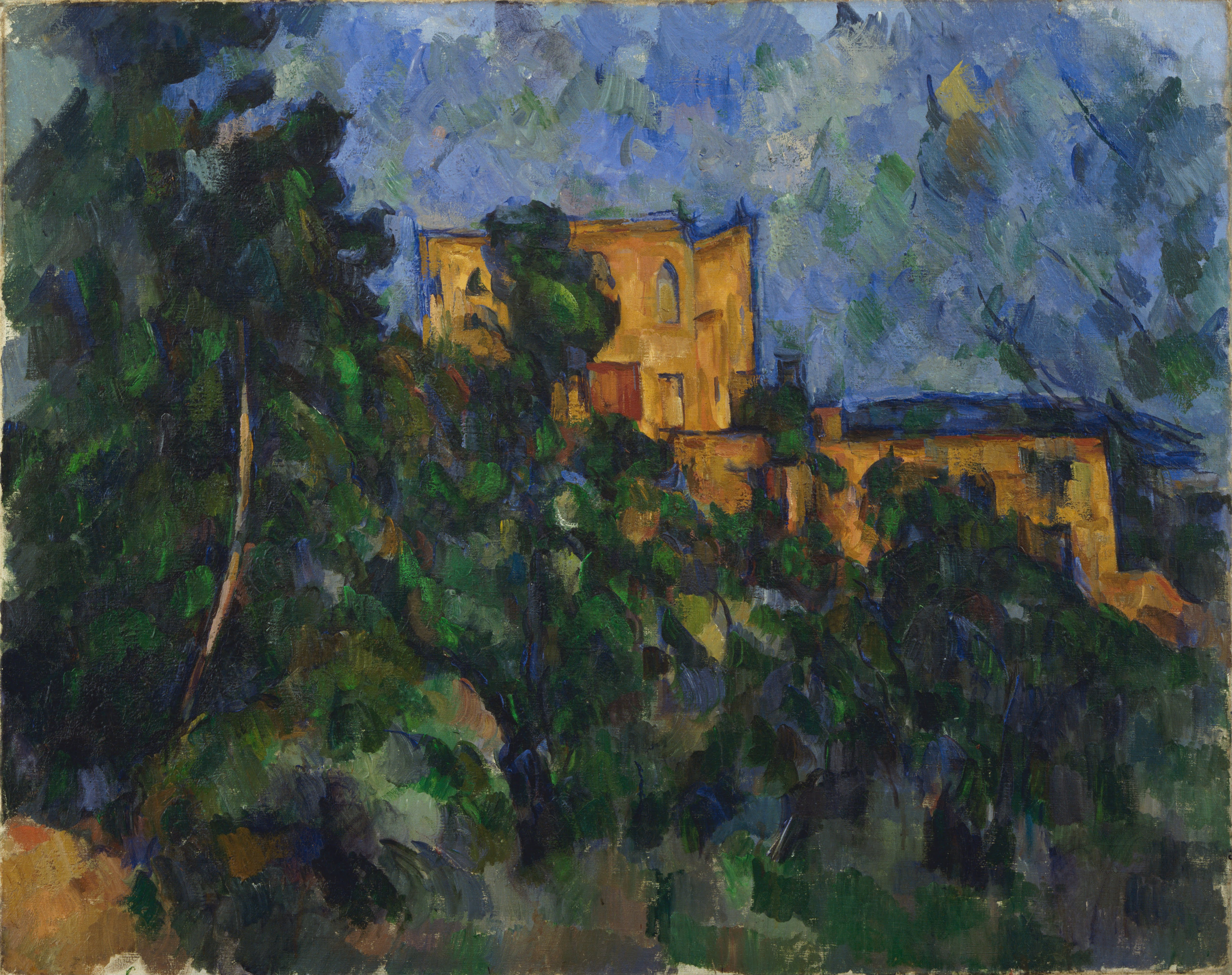
Château Noir
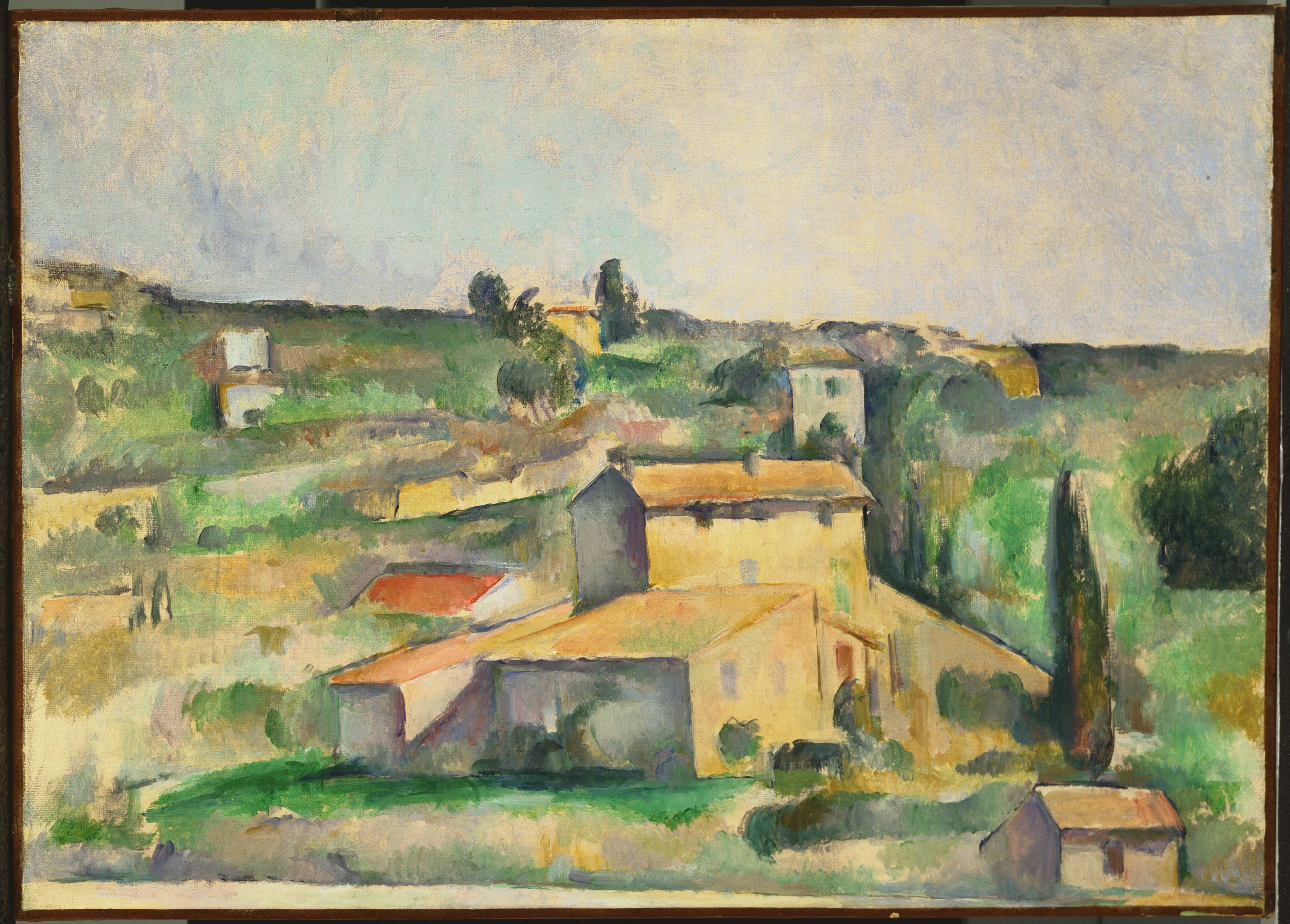
Camps a Bellevue